# Constitución de la República Checa
La Constitución de la República Checa (en checo: Ústava České republiky) es el texto constitucional de la República Checa.
Fue adoptada por el Consejo Nacional Checo el 16 de diciembre de 1992 por la ley constitucional n.º 1/1993. Entró en vigencia el 1 de enero de 1993, reemplazando la Constitución de Checoslovaquia de 1960 y la ley constitucional n.º 143/1968, cuando Checoslovaquia dio paso a la República de Eslovaquia y la República Checa mediante una disolución pacífica.
La Constitución es una ley constitucional y, junto con otras leyes constitucionales, constituye el así llamado ordenamiento constitucional de la República Checa, o la constitución (con «c» minúscula). Mientras la Carta de los Derechos y Libertades Fundamentales (Listina základních práv un svobod, ley constitucional n.º 2/1993), una ley constitucional igualmente importante, consagra derechos humanos y garantías fundamentales, la Constitución está dedicada a la soberanía estatal e integridad territorial, y define las instituciones que integran el Estado.

## Contenido
La Constitución de la República Checa es una constitución escrita, habiendo sido publicada en el diario oficial, la Colección de Leyes.
Está dividida en un preámbulo y 8 capítulos. Las provisiones fundamentales están seguidas por capítulos largos sobre el poder legislativo, el poder ejecutivo (el gabinete y el presidente), y el poder judicial (el Tribunal Constitucional y otros tribunales), y capítulos más cortos sobre la Oficina de Auditoría Suprema, el Banco Nacional Checo, y autogobierno territorial, concluyendo con provisiones transitorias.
A abril de 2013, la Constitución había sido enmendada en 8 ocasiones. Las reformas más importantes son las leyes n.º 395/2001, que proporciona el marco legal para la accesión a la Unión Europea en 2004, y n.º 71/2011, que entró en vigor el 1 de octubre de 2012, y estableció la elección del presidente por sufragio directo.